# Alpenüberquerung

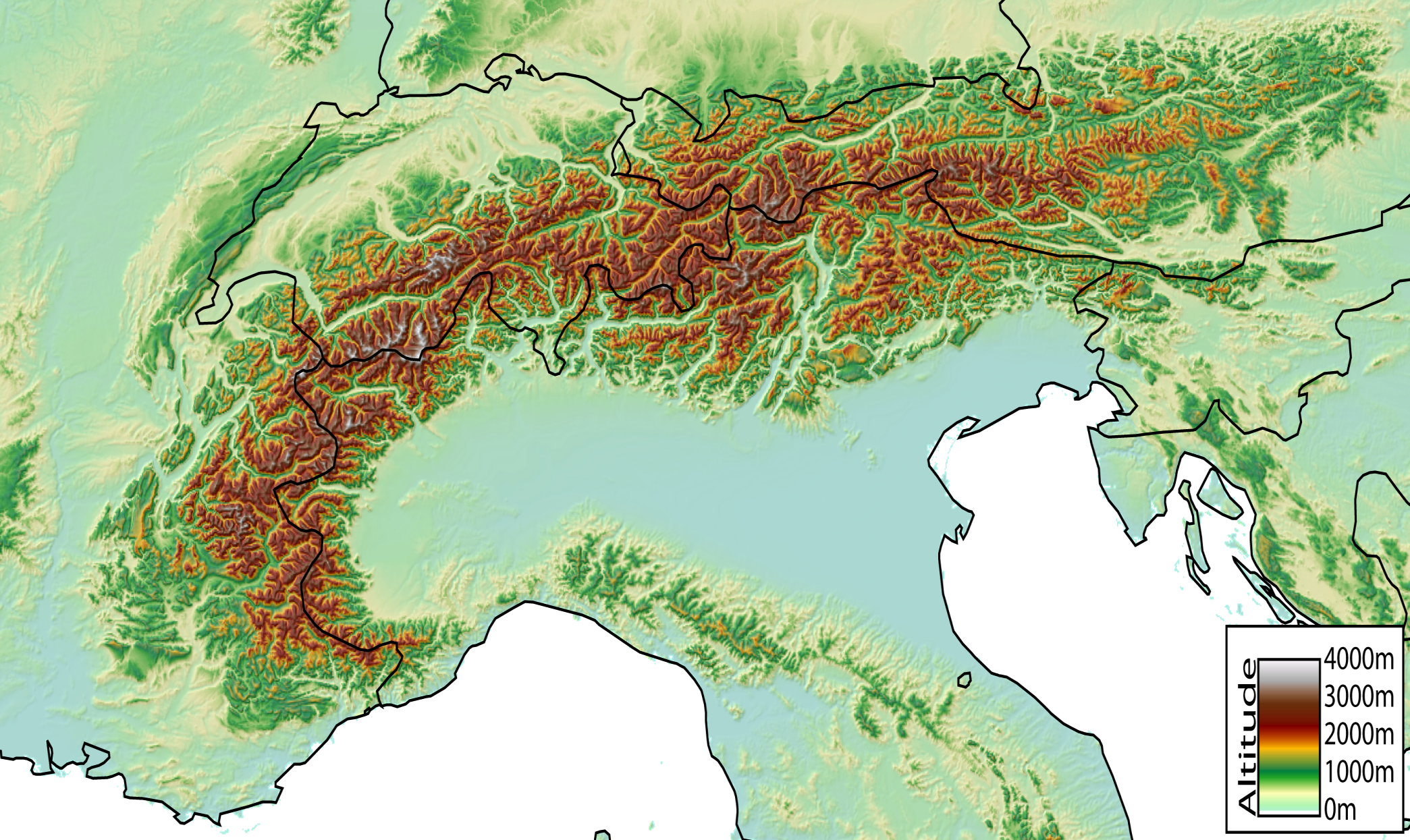
Digitales Relief der Alpen und die Staatsgrenzen

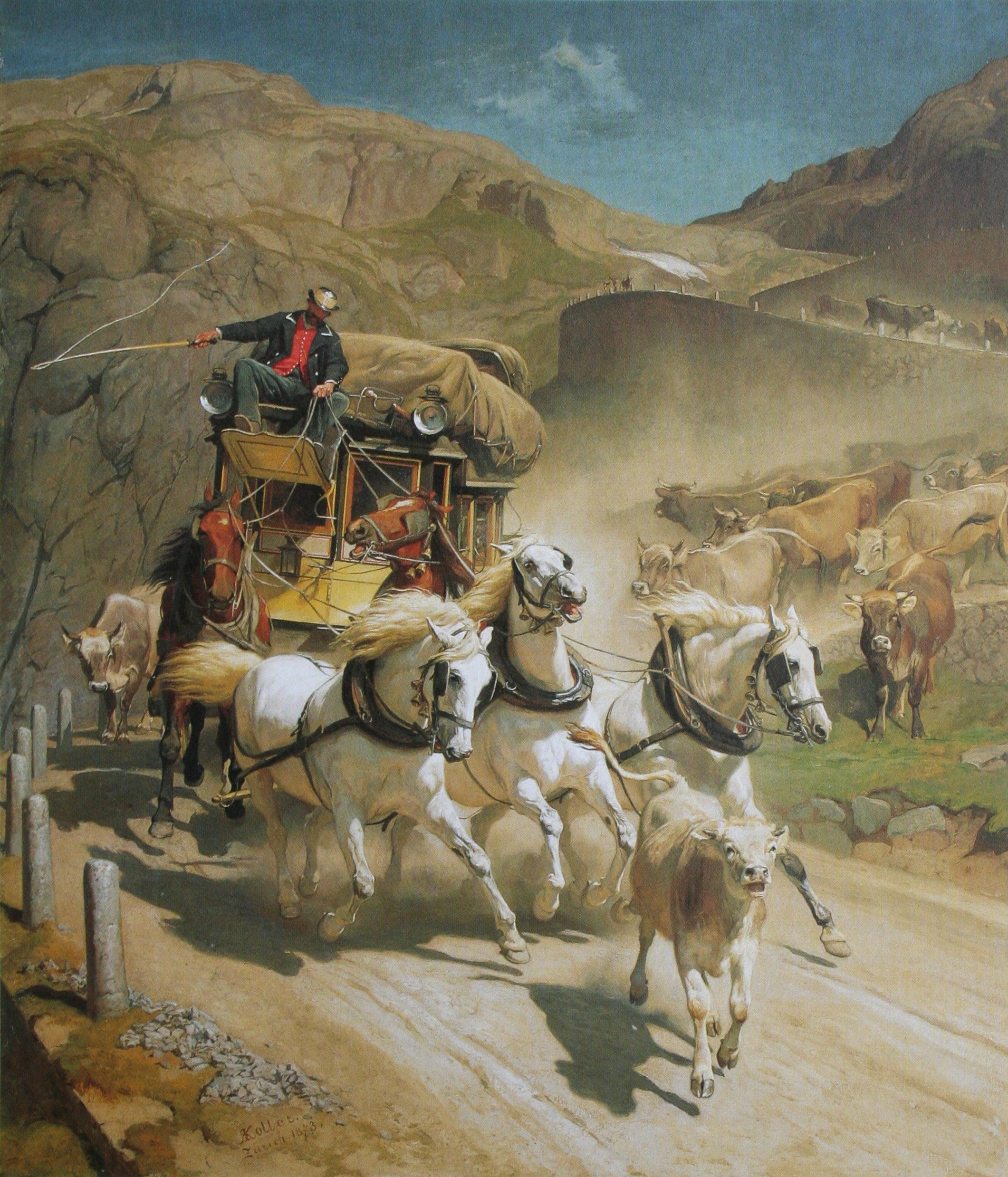
Die Gotthardpost, Gemälde von Rudolf Koller, 1873

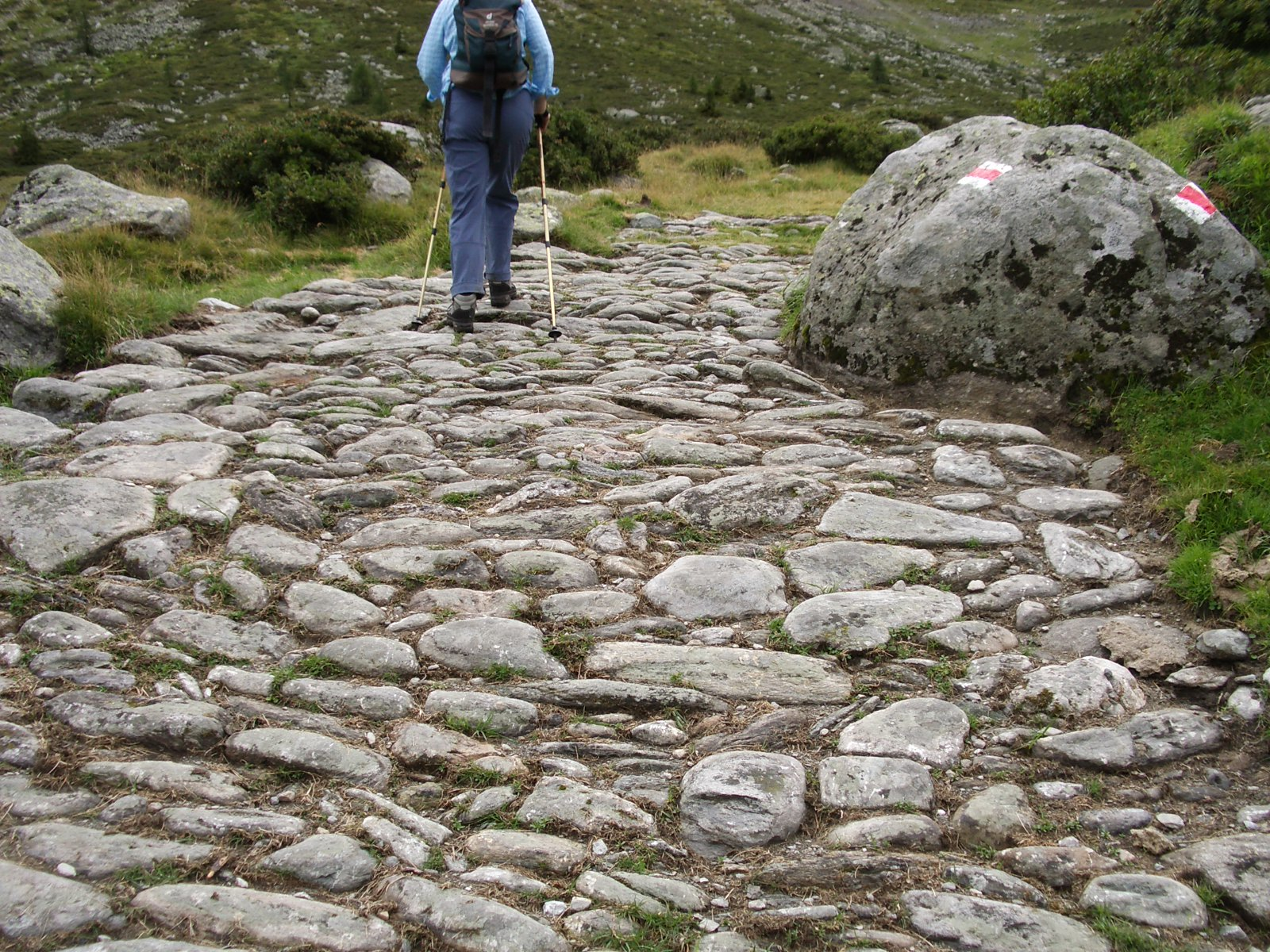
Historischer Saumpfad im Aufstieg der Via Spluga

Hannibals Alpenüberquerung

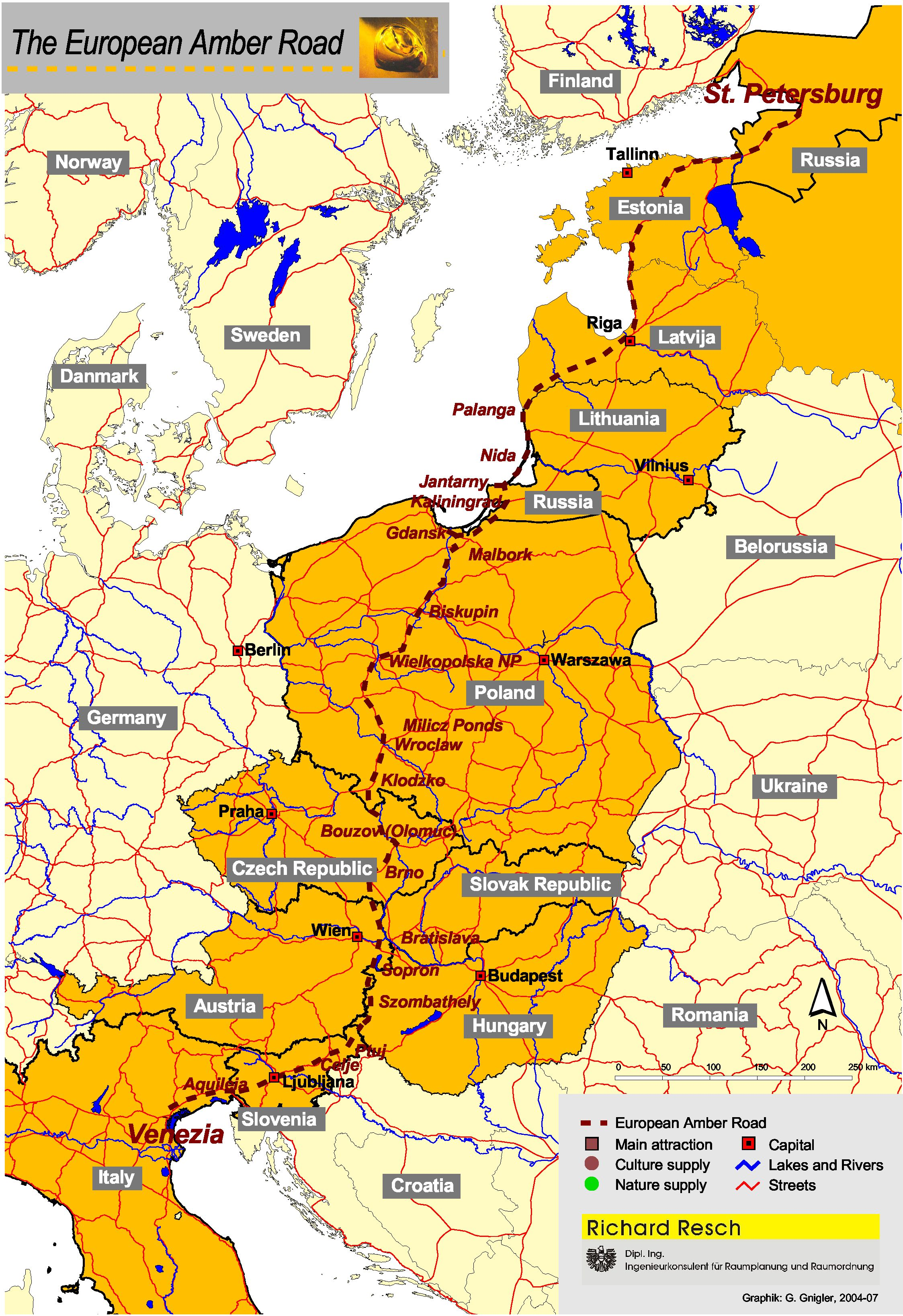
Karte der Bernsteinstraße

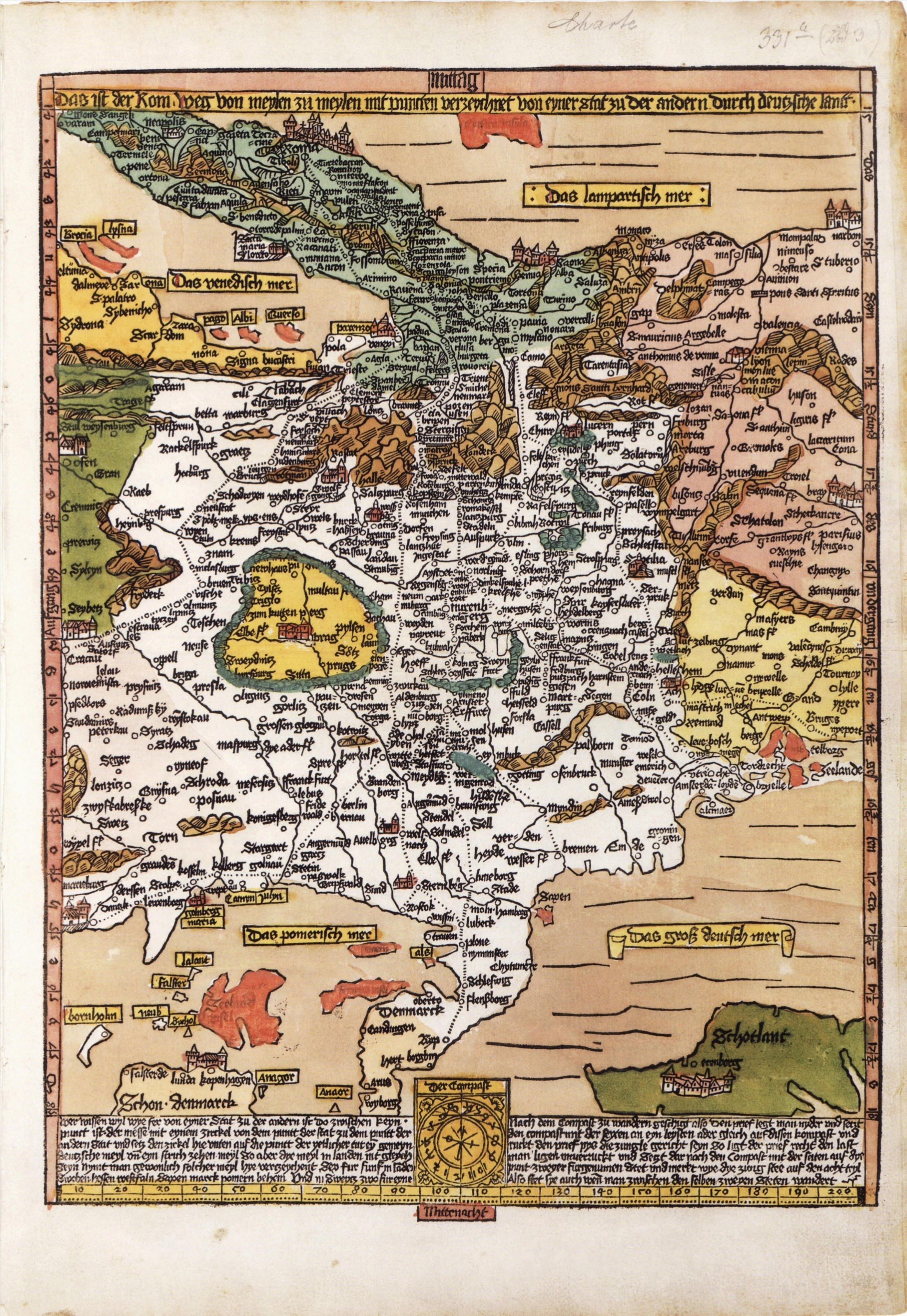
Rompilger-Karte des Erhard Etzlaub aus dem Jahr 1500

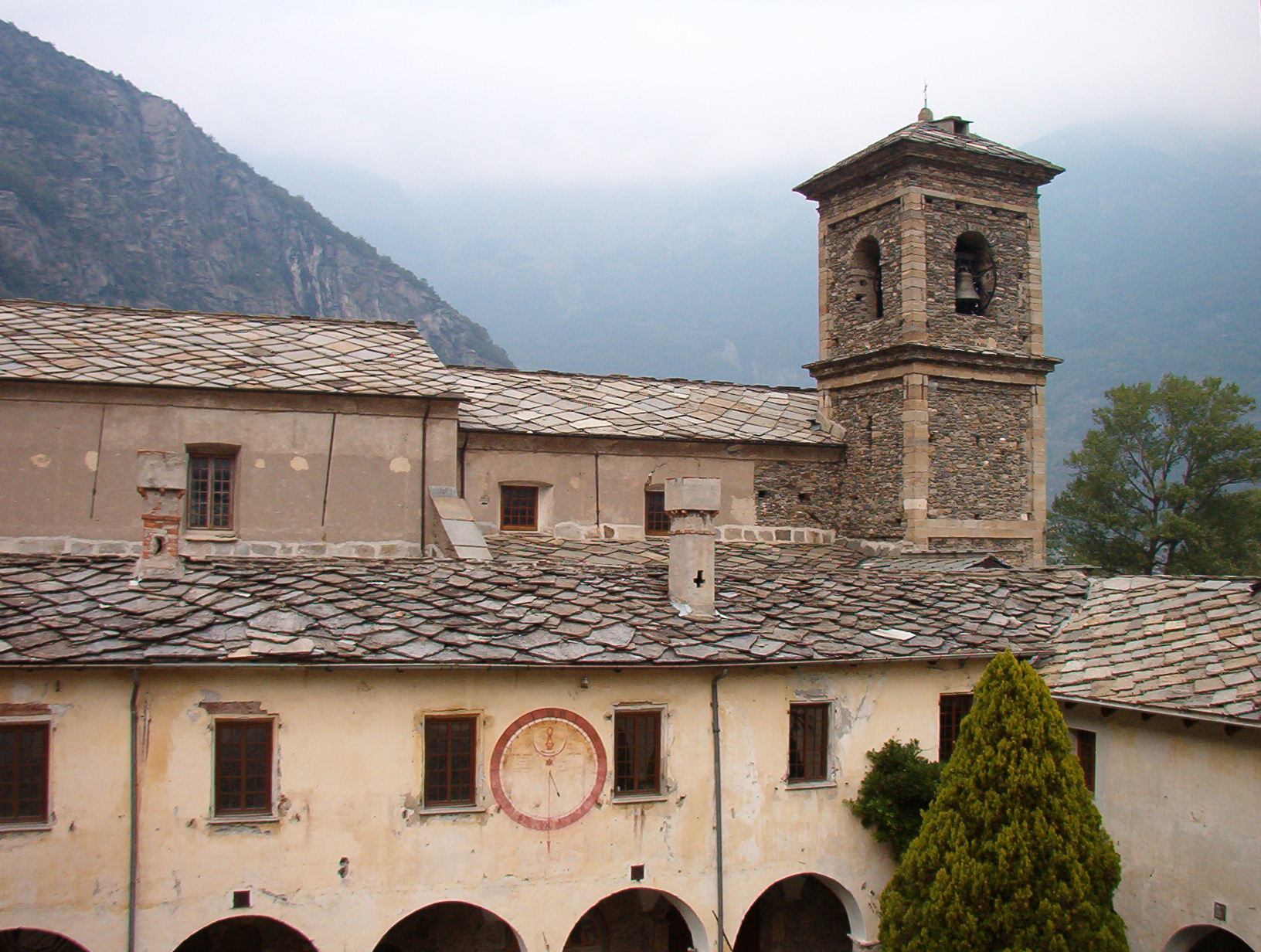
Abbazia Novalesa am Mont Cenis

Hospiz am Simplon 1890–1900

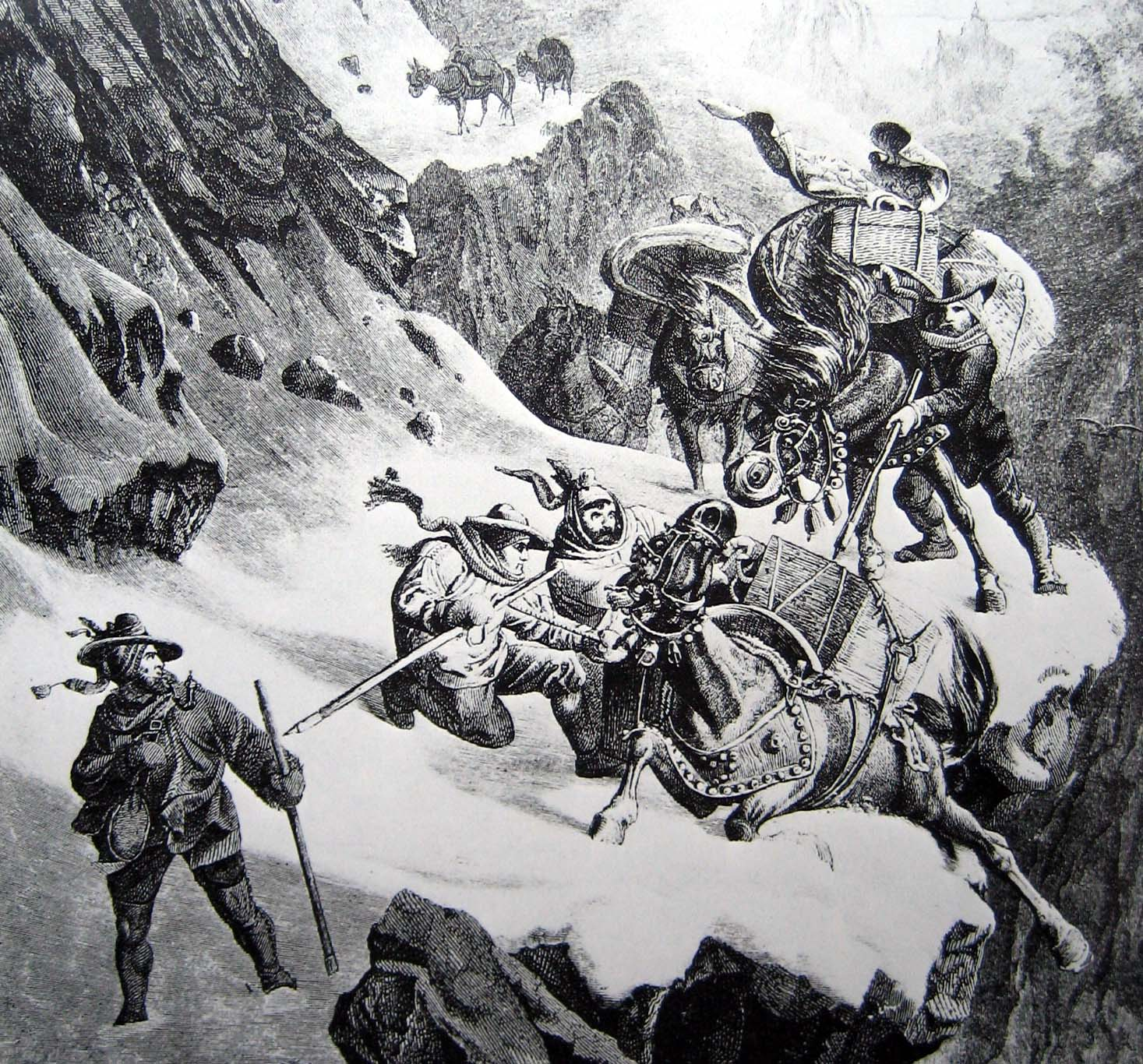
Gotthardpass im Winter

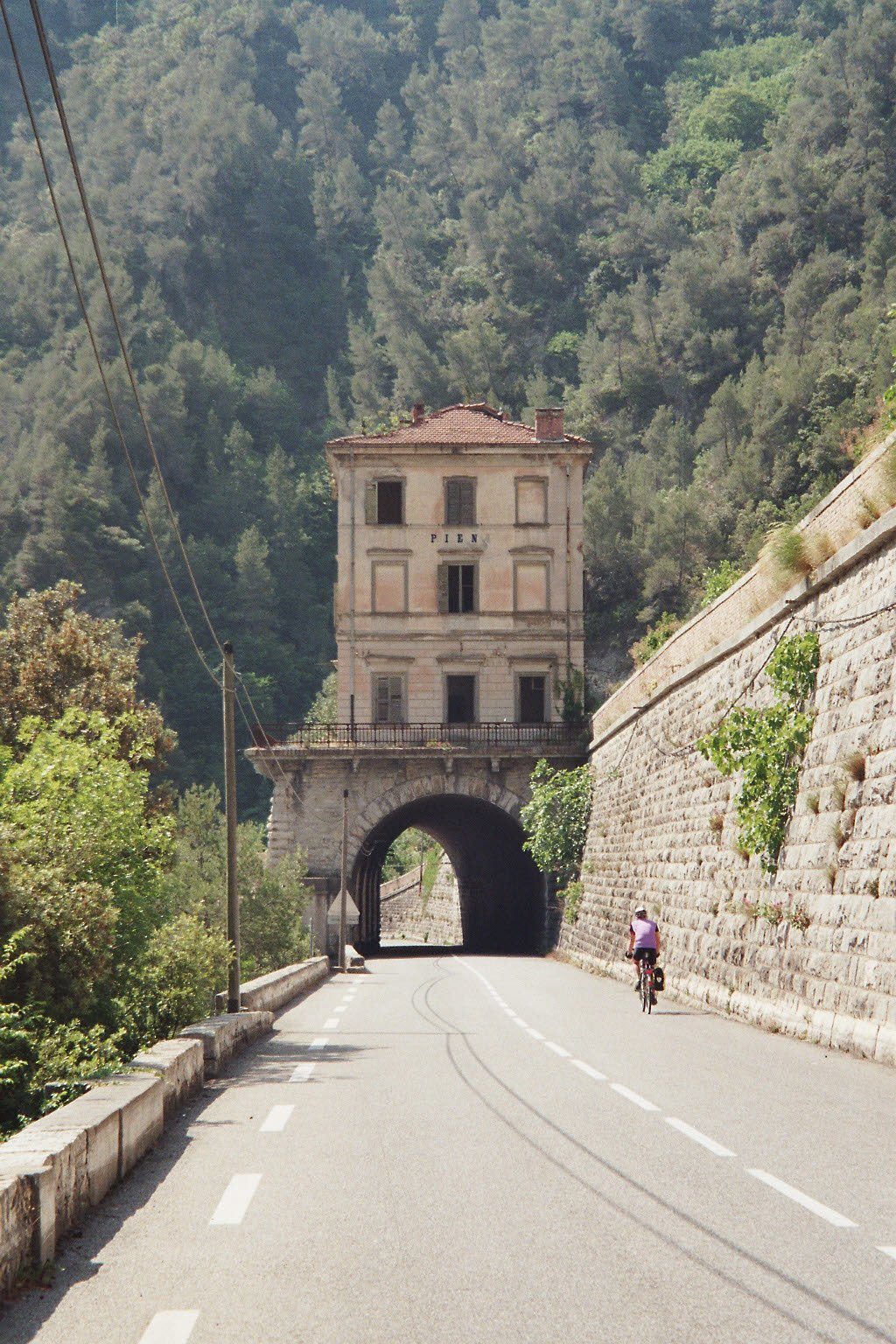
Stillgelegter Bahnhof an der Tenda-Linie

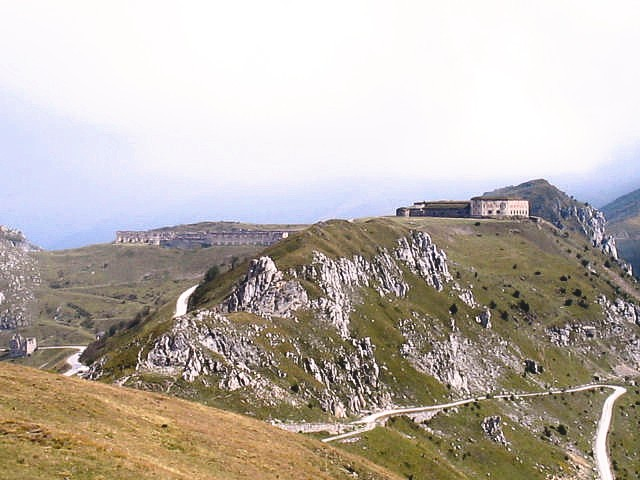
Col de Tende

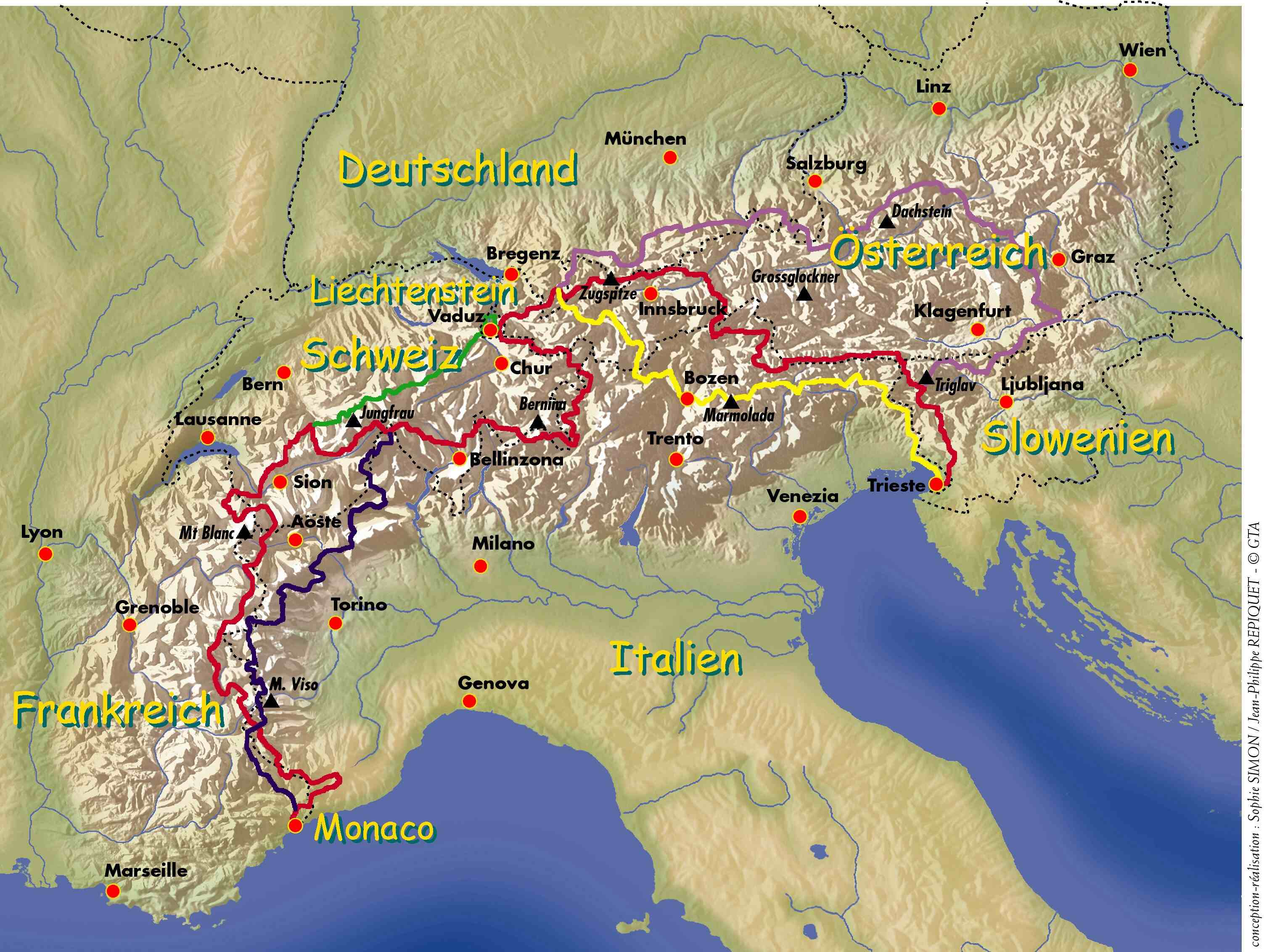
Karte Via Alpina

Passage am Pasubio

Unter einer Alpenüberquerung, Alpenüberschreitung oder einem Alpenübergang versteht man eine Reise über die Alpen, die meist quer, seltener auch längs zum Alpenhauptkamm verläuft (dann auch als Alpendurchquerung bezeichnet) und zu Fuß, mit Fahrzeugen, auf Tieren, durch Tunnel oder durch die Luft erfolgen kann. Von einer Alpenüberquerung spricht man meist bei einer vollständigen Überquerung des Gebirgszuges der Alpen, etwa von München nach Venedig oder Basel nach Mailand, aber auch bei Routen, die noch inneralpin enden, etwa von Oberstdorf nach Meran. Wird der Alpenhauptkamm nur kleinräumig überquert (z. B. von Gries am Brenner nach Gossensaß im Eisacktal oder bei einer Überschreitung der Hochwilde), spricht man weniger von einer Alpenüberquerung als vielmehr von einer Überschreitung des Alpenhauptkamms.
Die Gründe für eine Überquerung der zwischen 150 und 250 Kilometer breiten Alpen als ‚natürliches Hindernis‘ zwischen Mittel- und Südeuropa einerseits, West- und Osteuropa anderseits sind vielfältig; die wichtigsten Motive sind wirtschaftlicher, militärisch-politischer, religiöser, wissenschaftlicher, touristischer, sportlicher und alpinistischer Art.

## Alpenüberquerung aus wirtschaftlichen Gründen

### Handel
Handelswege über den Alpenhauptkamm sind seit der Bronzezeit nachgewiesen, wobei einzelne Funde den Warenaustausch zwischen Nord- und Südeuropa bereits in der ausgehenden Jungsteinzeit (Neolithikum) belegen. Auf schmalen Saumpfaden wurden die Waren anfangs mit ‚Kraxn‘ von Menschen getragen, später meist durch Saumtiere befördert. Wichtige Verbindungswege in vorrömischer Zeit waren unter anderem der Col de Montgenèvre, der Grosse St. Bernhard, der Splügenpass, der Reschenpass und die Bernsteinstraße, die von der Ostsee über die Julischen Alpen zur Adria führte. Einige der unbefestigten Saumpfade über die Alpen wurden während des Römischen Reichs aus militärischen Gründen zu Straßen ausgebaut (z. B. über den Brenner), was nachfolgend auch dem Handel zugutekam.
Etwa ab dem 12. Jahrhundert gewannen zunehmend (meist schon aus vorrömischer Zeit bekannte) sogenannte Salzstraßen als wichtige Handelsrouten im alpenquerenden Nord-Süd- und West-Ost-Transitverkehr an Bedeutung. Auf ihnen wurde Salz zum Beispiel aus Salinen im Rhonedelta in die oberitalienischen Metropolen und von dort weiter in die Schweiz befördert. Durch die Hoheit über wichtige Pässe entlang dieser Salzstraßen vergrößerte sich der Einfluss kleiner Passstaaten. So ließ der Markgraf Ludwig II. von Saluzzo bereits zwischen 1475 und 1480 den ältesten Tunnel der Alpen, den Buco di Viso, bauen, um die Strecke zwischen der Provence und der Po-Ebene besser passierbar zu machen.
Steigendes Verkehrsaufkommen, auch im Postdienst, führte zum Ausbau weiterer Pässe. Der Gotthardpass (durch Bau der ‚Teufelsbrücke‘) und der Brennerpass (durch Bau des Kuntersweges) gewannen zunehmend an Bedeutung. Dabei folgte die Art der Fortbewegung (zunächst zu Fuß, dann auf Saumtieren, später mit Karren, Pferdewagen und Kutschen und schließlich per Eisenbahn und Auto) wegen der schwierigen topographischen Bedingungen leicht zeitversetzt dem jeweiligen technischen Fortschritt.
Zu den alpenüberquerenden Eisenbahnlinien zählen:
- Brennerbahn ab 1867
- Mont-Cenis-Bahn (Adhäsionsbahn) von 1868 bis 1871
- Lyon – Turin ab 1871
- Gotthardbahn ab 1882
- Simplonroute ab 1906
- Tauernbahn ab 1909
- Cuneo – Ventimiglia ab 1928

Siehe zu aktuellem Alpentransit auch: Alpentransitverkehr, Neue Eisenbahn-Alpentransversale (NEAT), diverse Bauvorhaben wie der Brennerbasistunnel und der Mont-Cenis-Basistunnel im Rahmen der Transeuropäischen Netze

### Alpwirtschaft
Saisonal betriebene Alpwirtschaft auf Weiden, die oft mehrere Hundert Kilometer vom Winterquartier entfernt lagen (siehe auch Transhumanz), ist seit der Bronzezeit belegt, hat aber gegebenenfalls noch ältere Ursprünge. Dabei waren Alpenüberquerungen keine Seltenheit, wie etwa zwischen Nord- nach Südtirol und umgekehrt (siehe auch Ötztal und Vinschgau) und zwischen Provence und Poebene, wie Felsgravuren im französischen Nationalpark Mercantour (Seealpen) belegen.

## Alpenüberquerung aus militärischen, strategischen oder politischen Gründen
Die legendärste Alpenüberquerung aus militärischen Gründen gelang 218 v. Chr. dem Karthagerführer Hannibal mit seiner Alpenüberquerung. Während des Zweiten Punischen Krieges überschritt Hannibal die winterlichen Alpen mit anfänglich etwa 50.000 Soldaten, 9.000 Reitern und 37 Kriegselefanten auf einem bis heute nicht genau zu bestimmenden Pass, um Rom anzugreifen. Die Hälfte seines Heeres und alle Elefanten fanden dabei den Tod.
Durch den Gallischen Krieg expandierte danach das Römische Reich in Regionen jenseits der Alpen und befestigte dazu, beginnend in den Westalpen, einige alpenüberschreitende Wege:
- durch die Seealpen (via per Alpes maritimas) führte die Via Julia Augusta,
- durch die Cottischen Alpen (via per Alpes cottias) wurde die Passstraße über den Col de Montgenèvre ausgebaut,
- durch die Grajischen Alpen (via per Alpes graias) die über den Kleinen St. Bernhard,
- durch die Walliser Alpen (via per Alpes Poeninas) die über den Grossen St. Bernhard,
- in den Bündner Alpen die Straßen über Septimer und Julierpass,
- in den Ostalpen auf der Via Claudia Augusta über Reschenpass, später die kürzere Via Raetia über den Brenner
- und in den Julischen Alpen (via per alpes Iulias) die Bernsteinstraße.

Im Mittelalter zogen die Deutschen Könige regelmäßig über die Alpen, um sich in Rom vom Papst zum Kaiser krönen zu lassen und ggf. in Norditalien ihre Herrschaftsrechte als König von Italien auszuüben. Ihre Heere sammelten sich zu diesem Zweck auf dem Lechfeld bei einem Hügel namens Gunzenle und sie zogen meistens über den Fernpass oder den Seefelder Sattel ins Inntal und dann über den Brenner den Eisack und Etsch entlang nach Verona, wo sich die letzten Ausläufer der Alpen befinden. Dabei war das schluchtartige untere Eisacktal zwischen Klausen und Bozen im Mittelalter bis 1314 unzugänglich. Die Königsstraße führte stattdessen über den Ritten. Erst nach der Eröffnung des so genannten Kuntersweges konnte das Eisacktal durchgehend befahren werden.
Um diese Königsstraße militärisch zu sichern, stattete Kaiser Konrad II. 1027 die Bischöfe von Trient und Brixen mit zahlreichen Ländereien aus, aus denen sich später die Grafschaft Tirol entwickelte. Heute gehören diese Länder zu den italienischen Provinzen Trentino und Südtirol.
siehe dazu: Italienzug.
Seit dem Altertum war für alle Herrscher, die eine Vormachtstellung in Europa anstrebten, die Möglichkeit zur schnellen Verlegung von Truppen über die natürliche Barriere des Alpenhauptkammes von entscheidender Bedeutung. Das gilt für Karolinger (Pippin der Jüngere 754 und 756, Karl den Großen 773), Kaiser des Heiligen Römischen Reichs (wie Heinrich IV. 1077 auf seinem Gang nach Canossa und nochmals 1092 und Heinrich VII. 1310 auf seinem Zug nach Rom) wie für Napoléon I., der dafür viele Pässe in den Westalpen (Simplonpass 1801–1805, Mont Cenis 1803–1810) ausbauen ließ.
Im gesamten Alpenraum besteht heute noch ein weit gespanntes Netz von ehemaligen Militärstraßen, von denen viele am Vorabend des Ersten Weltkrieges angelegt und später unter Mussolini ausgebaut wurden. Einige dieser Militärstraßen überqueren auch den Alpenhauptkamm.

## Alpenüberquerung aus religiösen Gründen
Wallfahrten zum Zweck des Besuches einer bestimmten Pilgerstätte mit religiöser Bedeutung führten seit Begründung des Christentums zu Überquerungen der Alpen. Die erste Beschreibung einer derartigen Reise eines anonymen Pilgers aus Burdigala, dem heutigen Bordeaux, anlässlich einer Reise ins Heilige Land in den Jahren 333–334 verfasst, findet sich im Itinerarium Burdigalense. Dieser Weg führte über Reste des römischen Straßennetzes via Mont Cenis und Turin bis zum Zwischenstopp nach Rom.
Durch das Susatal zogen Pilger aus Italien auf ihrem Weg nach Santiago de Compostela, wählten dann einen der beiden Alpenübergänge am Montgenèvre oder am Mont Cenis, wo die Franken nach der Niederwerfung der Langobarden die Abtei von Novalesa 726 zum Schutz der Pilger errichtet hatten. In umgekehrter Richtung wurde die Route von Pilgern aus Südfrankreich und Spanien auf ihrem Weg nach Rom und Jerusalem benutzt. Aus Nordeuropa und England wurde auch die Route über den Großen St. Bernhard gewählt, die durch Sigerich, den Erzbischof von Canterbury, 994 beschrieben wurde. Obwohl viele Wege von Franken nach Rom belegt sind, hat sich der Name Via Francigena für diese beschriebene Strecke von Canterbury nach Rom eingebürgert.
Die Hospize am Grossen und am Kleinen St. Bernhard sollen Mitte des 11. Jahrhunderts gegründet worden sein. Die erste Quelle über die Benutzung des zu dieser Zeit schon gut ausgebauten Saumweges über den Gotthardpass stammt von dem Abt Albert von Stade aus dem Jahr 1236, der den Weg in seiner Weltchronik Annales Stadenses beschrieb. In dieser Chronik wurde auch bereits der Weg über den Brenner aufgeführt.
Besonders stark begangen wurden Pilgerrouten über die Alpen zu Heiligen Jahren. Aus einem solchen Anlass gestaltete Erhard Etzlaub im Jahr 1500 seine Romweg-Karte, die erste kartographische Darstellung Mitteleuropas überhaupt. Sie zeigt einen Übergang zwischen Chur und Chiavenna sowie eine Route über den Brenner (Via Imperii) und eine über Semmering und Perchauer Sattel. Überquerungen auf den beiden erstgenannten Wegen wurden für Martin Luthers Romreise im Winter 1510/11 mit Strecken- und Zeitangaben rekonstruiert.
Im Jahre 1994 hat das 'European Institute of Cultural Routes' auf Antrag des italienischen Tourismusministeriums den Pilgerweg von Canterbury nach Rom als ‚Europäische Kulturstraße‘ deklariert.

## Alpenüberquerung aus wissenschaftlichen Gründen
Horace-Bénédict de Saussure, der als Vater der modernen Alpenforschung gilt, soll eigenen Angaben zufolge mit Geologenhammer und Messinstrumenten den Alpenhauptkamm auf acht unterschiedlichen Wegen insgesamt 14 mal überquert haben.
Die Frage, welchen Weg Hannibal nutzte, um 218 v. Chr. die Alpen zu überqueren, hat einige Abenteurer und Forscher dazu bewogen, den Hauptkamm auf Elefanten zu passieren. So ritt im Juli 1935 Richard Halliburton auf einem Elefanten namens Dally über den Grossen Sankt Bernhard und Mitglieder der Cambridge Alpine Elephant Expedition 1958–1959 im Zuge der Hannibal-Forschung über den Mont Cenis.

## Alpenüberquerung aus touristischen Gründen
Entlang alter Pilgerwege entstanden Beherbergungsbetriebe, die später auch Reisenden ohne religiöse Motive Unterkunft boten. Die Besichtigung antiker Stätten in Italien hatte in Kreisen der Künstler und Intellektuellen bereits seit dem Spätmittelalter Tradition. Ihr Weg führte dazu zwangsläufig über die Alpen. Auf eine Grand Tour genannte Reise wurden ab Ende des 17. Jahrhunderts Adlige und Angehörige des vermögenden Bürgertums zum Abschluss ihrer Erziehung geschickt, die ihnen bei der Besichtigung von bedeutenden Baudenkmälern und ‚pittoresken Landschaften‘ den „letzten Schliff“ vermitteln sollte.
Albrecht von Hallers 1729 erschienenes Gedicht Die Alpen verklärte die Bergwelt und ihre Bewohner ebenso wie Jean-Jacques Rousseaus Roman Julie oder Die neue Heloise, was ihre Leser veranlasste, sich dieses Paradies anzuschauen.
Der schottische Arzt und (Reise-)Schriftsteller Tobias Smollett beschrieb seine Reise von Nizza über den Col de Tende nach Turin 1765 in aller Ausführlichkeit in Journeys through France and Italy. Dagegen fiel die Beschreibung Johann Wolfgang von Goethes, der im September 1786 den Brennerpass auf seiner Reise nach Italien passierte, eher karg aus.

## Alpenüberquerungen als Freizeitbeschäftigung und Sportunternehmung

### Alpenüberquerungen zu Fuß
Es gibt für Wanderer eine Vielzahl von Möglichkeiten, den Alpenhauptkamm auf Fernwanderwegen zu überqueren, darunter
- die Längsdurchquerung der Ostalpen (Wien – Lago Maggiore) und Westalpen (Lago Maggiore – Ligurisches Meer)
- der Teil des Europäischen Fernwanderwegs E1 (über den Gotthardpass) von Konstanz zum Lago Maggiore,
- die Strecke von Oberstdorf nach Meran, die auch in den Europäischen Fernwanderweg E5 eingebunden ist,
- den Traumpfad München–Venedig,
- die Strecke von Salzburg nach Triest,
- die Strecke von Garmisch-Partenkirchen nach Brescia,[5]
- die Strecke von München zum Gardasee, eine relativ neue Route von 2008,
- die Strecke auf den Spuren der Via Claudia Augusta von Augsburg, entlang des Lechs, über Füssen nach Italien
- der Trans Swiss Trail von Porrentruy nach Chiasso,
- der Trans Swiss Trail von Rorschach nach Genf,
- einzelne Streckenabschnitte des internationalen Fernwanderweges Via Alpina zwischen Frankreich und Italien,
- die Route von Kufstein nach Verona, die den historischen Saumpfad über den Krimmler Tauern einbindet,[6]
- die Route von Hirschegg im Kleinwalsertal nach Schlinig in Südtirol,[7]
- die Route vom Königssee im Nationalpark Berchtesgaden zu den Drei Zinnen in den Dolomiten.[8]

### Alpenüberquerung mit dem Fahrrad
Die Überquerung der Alpen mit dem Reiserad, dem Rennrad oder dem Mountainbike wird auch als Transalp oder Alpencross bezeichnet. Wichtige Routen sind dabei u. a.:
- die Via Claudia Augusta, die ursprünglich von den Römern angelegt wurde, seit Mitte der 1990er Jahre aber für Radfahrer und Wanderer neu erschlossen wurde, teilweise auf historischer Trasse
  - die Radroute 1 „Brenner–Salurn“ bietet eine alternative Etappe teils über stillgelegte Bahnstrecken vom Brennerpass über Bozen nach Salurn
- zwei nationale Velo-Routen der Schweiz wurden von der Stiftung Veloland Schweiz ab 1995 ebenfalls im Sinne einer Transalp-Tour für Fahrräder angelegt:
  - die Nord-Süd-Route: Basel – Chiasso, 363 km Gesamtlänge
  - die Graubünden-Route: Chur – Bellinzona, 260 km Gesamtlänge
- die Heckmair-Route, erschlossen und publiziert 1989/1990, überwindet bei 312 km Gesamtlänge eine Höhendifferenz von 13.500 Metern
- die Joe-Route, erschlossen und publiziert 1995, überwindet bei 432 km Gesamtlänge eine Höhendifferenz von 14.100 Metern
- die Albrecht-Route, erschlossen und publiziert 2005, überwindet bei 480 km Gesamtlänge eine Höhendifferenz von knapp 12.000 Metern
- der Alpe-Adria-Radweg führt über 414 km von Salzburg nach Grado an der Adria
- die Marvin-Route führt über rund 370 km Gesamtlänge bei einer Höhendifferenz von knapp 11.500 Metern von Kochel am See nach Riva del Garda am Gardasee

Die Bike Transalp, welche als Wettbewerb in acht Etappen seit 1998 jährlich durchgeführt wird, gilt als besonders anspruchsvolle Form der Alpenüberquerung mit dem Mountainbike. Die Tour Transalp ist seit 2003 ein jährliches Rennrad-Etappenrennen über die Alpen. Beide Wettbewerbe werden sowohl für Zweierteams als auch Einzelfahrer ausgetragen.

### Alpenüberquerung mit Segelflugzeug oder Ballon
Die Flugrouten führen für Segelflieger im Regelfall über jene Alpenpässe, die von Norden oder Süden möglichst direkt zugänglich sind. Dazu gehören der Brennerpass und – landschaftlich noch beliebter – der Malojapass.
Für Ballonfahrer gibt es keine festen Routen, da sie mit dem Wind driften. Die meteorologischen Voraussetzungen sind nur an wenigen Tagen im Winterhalbjahr (Dezember bis März) gegeben.

### Alpenüberquerung mit der Seilbahn
Der Alpenhauptkamm kann in fünf Etappen von Chamonix (Frankreich) nach Courmayeur (Italien) mit Seilbahnen überquert werden. Mit einer Großkabinen-Gondel führen die ersten beiden Teilstrecken von Chamonix auf die Aiguille du Midi (3777 m). Die dritte Etappe quert mit der Kleinkabinenbahn Vallée Blanche in kleinen Umlauf-Gondeln wenige Kilometer neben dem Mont Blanc Gipfel das Vallée Blanche und den Glacier du Géant zur Turiner Hütte (3462 m). Mit einer Großraum-Gondel geht es dann die letzten beiden Etappen wieder talwärts nach Courmayeur im Aostatal. Zum Ausgangspunkt zurück gelangt man per „Alpenunterquerung“ durch den Mont-Blanc-Tunnel.

## Alpendurchquerung in Längsrichtung
Der Begriff ‚Alpenüberquerung‘ (oder Alpentraversierung) wird mittlerweile auch für die Durchquerung des gesamten ca. 2.000 (Wander-)Kilometer langen Alpenbogens in Längsrichtung verwendet. 1978 wurden im Rahmen des Unternehmens Alpen '78 von den Wienern Gabi Binder und Wolfgang Ott die gesamten Alpen von Ost nach West auf der Strecke von Wien nach Savona überschritten und dabei die Hauptgipfel aller Alpengruppen bestiegen.
Weitere Alpenüberschreitungen Ost-West:
- Karl Lukan (mit Fritzi Lukan) 1984 von Wien nach Nizza, darüber sein Buch Alpenspaziergang,
- TransALPedes (Jürg Frischknecht u. a.), im Sommer 1992 als umweltpolitische Expedition von Wien nach Nizza (Frischknecht u. a.: Alpenglühn, Rotpunkt Verlag, 1993)
- Patrick Berhault 2000/2001 als Aneinanderreihung 22 schwieriger Gipfelbesteigungen zwischen Triglav und Menton,
- Hans Thurner und Anita Lechner 2011 von Wien nach Nizza in 101 Tagen.[9]
- Die bislang kürzeste dokumentierte Längsdurchquerung (36 Tage) gelang einer Gruppe von Extremsportlern im Jahre 2018.

Ein Fernwanderweg, der einen Großteil der Alpen durch alle acht Alpenländer von Triest nach Monaco durchquert, ist der ‚rote Weg‘ der Via Alpina.
Das seit 2018 jährlich ausgetragene Three Peaks Bike Race durchquert die Alpen von Wien aus mit Zielort Nizza bzw. Barcelona.

### Allgemein
- Gerold Walser: Die militärische Bedeutung der Alpen in der Antike. In: Krieg und Gebirge. Schweizerische Vereinigung für Militärgeschichte, Editions Gilles Attinger, Hauterive. 1994

### Fernwanderwege und Fernradwege über die Alpen
- Christof Herrmann: Alpenüberquerung Salzburg – Triest. Bergverlag Rother, ISBN 978-3-7633-4494-9.
- Iris Kürschner, Dieter Haas: GTA – Grande Traversata delle Alpi, ISBN 978-3-7633-4402-4
- Martin Marktl: Alpenüberquerung Wien – Lago Maggiore. Bergverlag Rother, ISBN 978-3-7633-4510-6
- Kay Wewior: Das Via Claudia Augusta RadReiseBuch. Verlag BoD, ISBN 978-3-8370-4543-7.
- Bikeline Radtourenbuch: Via Claudia Augusta. Esterbauer, Februar, ISBN 3-85000-131-8.
- Hikeline Fernwanderweg: Via Claudia Augusta. Esterbauer, ISBN 978-3-85000-510-4.
- Christoph Tschaikner: Kompass Radtourenbuch Via Claudia Augusta – Radeln auf den Spuren der Römer. ISBN 978-3-85026-067-1.
- Christoph Tschaikner: Kompass Radkarte Via Claudia Augusta – Radeln auf den Spuren der Römer. ISBN 978-3-85026-146-3.